# Alessandro Antonello (motociclista)
Alessandro Antonello (Cittadella, 1º maggio 1972) è un pilota motociclistico italiano ritiratosi dall'attività agonistica.

## Carriera

### Gli inizi e Superbike
Antonello fa il suo esordio in campo mondiale nel motomondiale del 1996 conquistando qualche punto in Classe 250. L'anno seguente gareggia nel campionato europeo, sia in 250 che in Supersport, conquistando punti in entrambe le categorie. In seguito partecipa nel 1999 in qualità di wild card al Gran Premio d'Italia a Monza nel campionato mondiale Superbike. Guadagna tre punti che gli consentono di classificarsi al cinquantunesimo posto in classifica piloti a fine stagione. Nel 2000 disputa venti gare come pilota titolare del team Aprilia Axo in sella ad una Aprilia RSV 1000. Disputa una stagione regolare firmando una striscia di otto gare a punti consecutive fino a Gara1 a Valencia. Chiude la stagione al quindicesimo posto con settantadue punti ottenuti. Nel 2001 disputa i tre eventi in territorio nazionale del mondiale Superbike con il team Virgilio Aprilia Axo. Ottiene un risultato di rilievo chiudendo al quarto posto gara 2 a Misano. Termina la stagione al 22º posto con ventuno punti ottenuti. Nel 2002 disputa l'intera stagione come pilota titolare del DFX Racing Ducati Pirelli in sella ad una 998 RS. Si classifica ventesimo con trentotto punti, in questa stessa stagione e con la stessa motocicletta è vice-campione italiano Superbike. Nel 2003, in sella ad una Kawasaki, si classifica quindicesimo nel campionato italiano Supersport.

### Supersport e CIV
Torna sul palcoscenico internazionale nel 2004 quando disputa, in qualità di wild card, il Gran Premio d'Italia in sella ad una Kawasaki ZX-6R gestita dal team Kawasaki Bertocchi nel mondiale Supersport. Chiude la gara al decimo posto; i punti così ottenuti gli consentono di chiudere la stagione al trentatreesimo posto in classifica piloti. Nella stessa stagione e con la stessa motocicletta si classifica quarto nel campionato italiano vincendo un Gran Premio. Nel 2005 diviene pilota titolare del team d'esordio nel campionato mondiale Supersport. Non riesce a disputare tutte le gare in calendario ma chiude comunque al sedicesimo posto nella graduatoria piloti con 18 punti all'attivo. Nella stessa stagione è vice-campione italiano Supersport. La sua ultima apparizione in Supersport risale alla stagione 2006 quando disputa il GP di San Marino con il team delle stagioni precedenti. Termina la gara con un ritiro. In questa stessa stagione, in sella ad una Kawasaki, è pilota titolare nel campionato italiano Supersport dove chiude settimo ottenendo un podio. Nel 2007 disputa le prime due gare del CIV Supersport raccogliendo sei punti.
Nel 2011 disputa alcune gare in qualità di pilota sostitutivo nel Campionato Italiano Superbike in sella ad un'Aprilia RSV4 1000 senza ottenere punti.

## Risultati in gara

### Motomondiale
| 1996 | Classe | Moto    |  |  |  |  |    |  |  |     |    |    |    |  |    |    |    | Punti | Pos. |
| ---- | ------ | ------- |  |  |  |  | -- |  |  | --- | -- | -- | -- |  | -- | -- | -- | ----- | ---- |
| 1996 | 250    | Aprilia |  |  |  |  | 19 |  |  | Rit | 13 | 12 | NP |  | 19 | 17 | 15 | 8     | 29º  |

| Legenda | 1º posto        | 2º posto            | 3º posto            | A punti      | Senza punti        | Grassetto – Pole position Corsivo – Giro più veloce |
| Legenda | Gara non valida | Non qual./Non part. | Ritirato/Non class. | Squalificato | '-' Dato non disp. | Grassetto – Pole position Corsivo – Giro più veloce |

### Campionato mondiale Superbike
| 1999 | Moto    |  |  |  |  |  |  |  |  |     |    |  |  |  |  |  |  |  |  |  |  |  |  |  |  |  |  | Punti | Pos. |
| ---- | ------- |  |  |  |  |  |  |  |  | --- | -- |  |  |  |  |  |  |  |  |  |  |  |  |  |  |  |  | ----- | ---- |
| 1999 | Aprilia |  |  |  |  |  |  |  |  | Rit | 13 |  |  |  |  |  |  |  |  |  |  |  |  |  |  |  |  | 3     | 51º  |

| 2000 | Moto    |    |   |  |  |  |  |    |    |   |    |   |   |    |   |   |     |  |  |    |     |     |     |   |     |    |     | Punti | Pos. |
| ---- | ------- | -- | - |  |  |  |  | -- | -- | - | -- | - | - | -- | - | - | --- |  |  | -- | --- | --- | --- | - | --- | -- | --- | ----- | ---- |
| 2000 | Aprilia | 18 | 9 |  |  |  |  | 17 | 11 | 9 | 11 | 9 | 7 | 10 | 7 | 9 | Rit |  |  | 14 | Rit | Rit | Rit | 8 | Rit | 17 | Rit | 72    | 15º  |

| 2001 | Moto    |  |  |  |  |  |  |  |  |     |     |  |  |  |  |   |   |  |  |  |  |  |  |  |  |     |     | Punti | Pos. |
| ---- | ------- |  |  |  |  |  |  |  |  | --- | --- |  |  |  |  | - | - |  |  |  |  |  |  |  |  | --- | --- | ----- | ---- |
| 2001 | Aprilia |  |  |  |  |  |  |  |  | Rit | Rit |  |  |  |  | 8 | 4 |  |  |  |  |  |  |  |  | Rit | Rit | 21    | 22º  |

| 2002 | Moto   |    |     |    |    |     |     |     |    |   |     |     |    |    |     |     |     |    |     |    |    |     |     |     |    |    |     | Punti | Pos. |
| ---- | ------ | -- | --- | -- | -- | --- | --- | --- | -- | - | --- | --- | -- | -- | --- | --- | --- | -- | --- | -- | -- | --- | --- | --- | -- | -- | --- | ----- | ---- |
| 2002 | Ducati | 13 | Rit | 14 | 11 | Rit | Rit | Rit | NP | 8 | Rit | Rit | 13 | 13 | Rit | Rit | Rit | 18 | Rit | 12 | 13 | Rit | Rit | Rit | 13 | 12 | Rit | 38    | 20º  |

| Legenda | 1º posto        | 2º posto            | 3º posto           | A punti      | Senza punti        | Grassetto – Pole position Corsivo – Giro più veloce |
| Legenda | Gara non valida | Non qual./Non part. | Ritirato/Non class | Squalificato | '-' Dato non disp. | Grassetto – Pole position Corsivo – Giro più veloce |

### Campionato mondiale Supersport
| 2004 | Moto     |  |  |  |  |  |  |  |  |    |  |  |  | Punti | Pos. |
| ---- | -------- |  |  |  |  |  |  |  |  | -- |  |  |  | ----- | ---- |
| 2004 | Kawasaki |  |  |  |  |  |  |  |  | 10 |  |  |  | 6     | 33º  |

| 2005 | Moto     |     |     |     |     |    |   |    |  |  |  |   |  | Punti | Pos. |
| ---- | -------- | --- | --- | --- | --- | -- | - | -- |  |  |  | - |  | ----- | ---- |
| 2005 | Kawasaki | Rit | Rit | Rit | Rit | 18 | 8 | 18 |  |  |  | 6 |  | 18    | 16º  |

| 2006 | Moto     |  |  |  |  |  |     |  |  |  |  |  |  | Punti | Pos. |
| ---- | -------- |  |  |  |  |  | --- |  |  |  |  |  |  | ----- | ---- |
| 2006 | Kawasaki |  |  |  |  |  | Rit |  |  |  |  |  |  | 0     |      |

| Legenda | 1º posto        | 2º posto            | 3º posto           | A punti      | Senza punti        | Grassetto – Pole position Corsivo – Giro più veloce |
| Legenda | Gara non valida | Non qual./Non part. | Ritirato/Non class | Squalificato | '-' Dato non disp. | Grassetto – Pole position Corsivo – Giro più veloce |